# Rickwan von der Lancken
Rickwan von der Lancken (* vor 1582 auf Rügen; † um 1645 in Güstrow) war ein deutscher Hofjunker und Verwaltungsbeamter.

## Leben
Lancken war der Sohn von Rickwan von der Lancken d. Ä. und dessen Ehefrau Emerentia von Krakewitz. Quellen zufolge wird er der Familienlinie Borchtitz zugeschrieben. Olof von der Lancken war ein Verwandter und gleich ihm Mitglied der Fruchtbringenden Gesellschaft.
In den Jahren 1589 bis 1591 war Lancken am pommerschen Hof als Page tätig. 1610 heiratete er Margarethe, eine Tochter von Stoislaw von der Osten, die ihm zwanzig Jahre später die Summe von 600 Gulden vorstreckte, gegen Verpfändung ihres Silbers, Goldes, Perlen und Kleinodien an einen bekannten Stralsunder Bürger namens Erdmann Burmeister.
Ab 1629 fungierte er als Hauptmann und Verwalter in Feldberg, Strelitz, Ivenack, Wanzka und Wredenhagen. Diese Aufgaben führte er bis 1636 aus. In diesem Jahr berief man Lancken zum Hofmeister der Eleonore Maria von Mecklenburg, der Witwe von Herzog Johann Albrecht II. von Mecklenburg.
Fürst Ludwig I. von Anhalt-Köthen kam auf seiner norddeutschen Reise Ende 1636 auch nach Güstrow. Dies nahm er zum Anlass, Lancken zusammen mit Georg von Peccatel, Fritz von Ihlenfeld und Hans Zacharias von Rochow in die Fruchtbringende Gesellschaft aufzunehmen.
Der Fürst verlieh Lancken den Gesellschaftsnamen der Zugeeignete und das Motto dem Herzen. Als Emblem wurde ihm Herzgesper oder Herzgespann zugedacht. Im Köthener Gesellschaftsbuch findet sich Lanckens Eintrag unter der Nr. 306. Dort ist auch das Reimgesetz verzeichnet, das er anlässlich seiner Aufnahme verfasst hatte:
Daß Hertzgespan recht ist geeignet Zu dem hertzen,
Dan eß hinwegk ihn nimbt die ängstigkeit vnd schmertzen.
Jch Zugeeignet bin drumb dem hertzen bin genand
Weil die karfft dieses krauts Zu helffen ihm bekandt,
Jn aller bängigkeit: Daß hertz Vnß Christus stercken
Am aller besten kan, Mitt eitlen wercken
Verdienen wir doch nichts, der Vnß die frucht bringt rahn
Die man Von ihm' allein Zum leben haben kan.
Im Alter von über 60 Jahren starb Rickwan von der Lancken um 1645 in Güstrow. Philipp Christoph von der Lancken war sein Sohn.